# Igrzyska Ameryki Środkowej i Karaibów 2023
Igrzyska Ameryki Środkowej i Karaibów 2023 – 24. edycja igrzysk Ameryki Środkowej i Karaibów, której zmagania rozgrywano w dniach 23 czerwca-8 lipca 2023 roku w San Salvadorze. Udział w igrzyskach brało 5395 sportowców reprezentujących 35 krajów.
Były to trzecie igrzyska rozgrywane w tym mieście, poprzednie miały miejsce w 1935 i 2002 roku. Ta impreza sportowa decydowała również o bezpośrednim awansie najlepszych sportowców na rozgrywane w tym samym roku igrzyska panamerykańskie.
Zmagania w niektórych dyscyplinach sportowych zostały rozegrane w Santo Domingo (Dominikana).

## Rozgrywane dyscypliny
Sportowcy walczyli o medale igrzysk w 37 dyscyplinach.
| - Badminton (4) (szczegóły) - Baseball (1) (szczegóły) - Boks (13) (szczegóły) - Bowling (10) (szczegóły) - Gimnastyka (27) (szczegóły) - Golf (2) (szczegóły) - Hokej na trawie (2) (szczegóły) - Jeździectwo (9) (szczegóły) - Judo (28) (szczegóły) - Kajakarstwo (12) (szczegóły) - Karate (12) (szczegóły) - (8) (szczegóły) - Koszykówka (4) (szczegóły) - Koszykówka - Koszykówka 3x3 - Lekkoatletyka (27) (szczegóły) - Łucznictwo (10) (szczegóły) - Netball (1) (szczegóły) - Pięciobój nowoczesny (5) (szczegóły) - Piłka nożna (2) (szczegóły) - Piłka nożna plażowa (2) (szczegóły) - Piłka ręczna (2) (szczegóły) | - Podnoszenie ciężarów (16) (szczegóły) - Racquetball (7) (szczegóły) - Rugby 7 (2) (szczegóły) - Siatkówka (4) (szczegóły) - Softball (2) (szczegóły) - Sporty wodne: - Piłka wodna (2) (szczegóły) - Pływanie (43) (szczegóły) - Pływanie artystyczne (9) (szczegóły) - Pływanie na otwartym akwenie (5) (szczegóły) - Skoki do wody (12) (szczegóły) - Strzelectwo (25) (szczegóły) - Surfing (6) (szczegóły) - Szachy (8) (szczegóły) - Szermierka (6) (szczegóły) - Taekwondo (14) (szczegóły) - Tenis stołowy (7) (szczegóły) - Tenis ziemny (7) (szczegóły) - Triathlon (5) (szczegóły) - Wioślarstwo (13) (szczegóły) - Wrotkarstwo szybkie (7) (szczegóły) - Zapasy (18) (szczegóły) - Żeglarstwo (7) (szczegóły) |

## Państwa uczestniczące
Udział w igrzyskach wzięło 35 krajów:

- Antyle Holenderskie (13)
- Aruba (29)
- Bahamy (46)
- Barbados (113)
- Belize (12)
- Bermudy (48)
- Brytyjskie Wyspy Dziewicze (9)
- Curaçao (48)
- Dominika (6)
- Dominikana (478)
- Grenada (10)
- Gujana (54)
- Gwadelupa (12)
- Haiti (57)
- Honduras (103)
- Jamajka (173)
- Kajmany (33)
- Kolumbia (405)
- Kostaryka (287)
- Kuba (489)
- Martynika (8)
- Meksyk (643)
- Nikaragua (158)
- Panama (147)
- Portoryko (396)
- Saint Kitts i Nevis (7)
- Saint Lucia (24)
- Saint Vincent i Grenadyny (19)
- Salwador (495)
- Sportowcy neutralni (356)
- Surinam (30)
- Trynidad i Tobago (181)
- Turks i Caicos (6)
- Wyspy Dziewicze Stanów Zjednoczonych (50)
- Wenezuela (450)

W październiku 2022 roku w prawach członka Międzynarodowego Komitetu Olimpijskiego została zawieszona Gwatemala. W związku z tą decyzją, sportowcy reprezentujący to państwo startowali pod flagą Centro Caribe Sports.

## Klasyfikacja medalowa
| Miejsce | Państwo                              | Złoto | Srebro | Brąz | Razem |
| ------- | ------------------------------------ | ----- | ------ | ---- | ----- |
| 1.      | Meksyk                               | 145   | 108    | 100  | 353   |
| 2.      | Kolumbia                             | 87    | 92     | 65   | 244   |
| 3.      | Kuba                                 | 74    | 59     | 63   | 196   |
| 4.      | Wenezuela                            | 32    | 46     | 80   | 158   |
| 5.      | Dominikana                           | 25    | 36     | 50   | 111   |
| 6.      | Portoryko                            | 25    | 27     | 44   | 96    |
| 7.      | Sportowcy neutralni                  | 17    | 27     | 35   | 79    |
| 8.      | Trynidad i Tobago                    | 8     | 7      | 4    | 19    |
| 9.      | Salwador                             | 8     | 3      | 17   | 28    |
| 10.     | Panama                               | 5     | 6      | 12   | 23    |
| 11.     | Kostaryka                            | 4     | 9      | 20   | 33    |
| 12.     | Aruba                                | 3     | 7      | 6    | 16    |
| 13.     | Jamajka                              | 2     | 6      | 11   | 19    |
| 14.     | Barbados                             | 2     | 2      | 5    | 9     |
| 15.     | Wyspy Dziewicze Stanów Zjednoczonych | 2     | 0      | 0    | 2     |
| 16.     | Nikaragua                            | 1     | 1      | 4    | 6     |
| 17.     | Bahamy                               | 1     | 1      | 2    | 4     |
| 18.     | Saint Lucia                          | 1     | 1      | 1    | 3     |
| 19.     | Saint Vincent i Grenadyny            | 1     | 0      | 2    | 3     |
| 20.     | Gujana                               | 1     | 0      | 0    | 1     |
| 21.     | Bermudy                              | 0     | 2      | 4    | 6     |
| 22.     | Haiti                                | 0     | 1      | 1    | 2     |
| 23.     | Kajmany                              | 0     | 1      | 0    | 1     |
| 23.     | Curaçao                              | 0     | 1      | 0    | 1     |
| 25.     | Honduras                             | 0     | 0      | 7    | 7     |
| 26.     | Dominika                             | 0     | 0      | 2    | 2     |
| 26.     | Gwadelupa                            | 0     | 0      | 2    | 2     |
| 26.     | Brytyjskie Wyspy Dziewicze           | 0     | 0      | 2    | 2     |
| 29.     | Martynika                            | 0     | 0      | 1    | 1     |
| Razem   | Razem                                | 444   | 443    | 540  | 1427  |

Źródło: 